# Makeba Sings!
Albums de Miriam Makeba
The Voice of Africa
(1960) An Evening with Belafonte/Makeba
(1965)
Makeba Sings! est un album de Miriam Makeba, sorti en 1965.

## L'album
Miriam Makeba y chante une chanson en français, Beau Chevalier.

### Titres
| No  | Titre                                               | Durée |
| --- | --------------------------------------------------- | ----- |
| 1.  | Cameroon (William Salter)                           | 2:50  |
| 2.  | Khuluma (Betty Khoza)                               | 2:42  |
| 3.  | Let's Pretend (William Salter)                      | 2:44  |
| 4.  | Khawuyani-Khanyange (Dorothy Masuka, Miriam Makeba) | 3:19  |
| 5.  | Kilimanjaro (Mackay Davashe, Tom Glazer)            | 3:05  |
| 6.  | Maduna (Hugh Masekela)                              | 3:50  |
| 7.  | Wind Song (William Salter)                          | 2:42  |
| 8.  | Woza (Hugh Masekela)                                | 2:57  |
| 9.  | Little Bird (Carol Hall)                            | 3:33  |
| 10. | Same Moon (Millard Thomas)                          | 2:42  |
| 11. | Beau Chevalier (Stéphane Golmann)                   | 2:14  |
| 12. | Chove-Chuva (Jorge Ben)                             | 2:33  |

### Musiciens
- Betty Mthombeni, Edith Grootboom, Ernest Mohlomi, Katse Semenya, Mamsie Gwangwa, Paul Makgoba : chœurs
- George Ricci : violoncelle
- Hugh Masekela : direction
- Bobby Donovan, Jerome Richardson), Seldon Powell : flûte
- Kenny Burrel : guitare
- William Salter : leader
- Daniel "Big Black" Ray, James "Chief" Bey, Milford Graves : percussions[1]

## Distinctions
Makeba Sings est nommé dans la catégorie meilleur enregistrement traditionnel (« best folk recording ») pour les Grammy Awards 1965.